# 小行星39849
小行星39849（39849 Giampieri）是一颗绕太阳运转的小行星，为主小行星带小行星。该小行星于1998年2月13日发现。
該小行星以發現者的朋友吉利亞諾·詹皮耶里（Giuliano Giampieri）命名。

## 轨道参数
小行星39849的轨道半长轴为2.3124138 UA，离心率为0.084。